# James Pickens Jr.
James Pickens Jr. (Cleveland, Ohio, 26. listopada 1954.) je američki glumac. Najpoznatiji je po ulozi Richarda Webbera u TV seriji "Uvod u anatomiju", kao i po sporednoj ulozi Alvina Kersha u TV seriji "Dosjei X".